# Stella (Włochy)
Stella – miejscowość i gmina we Włoszech, w regionie Liguria, w prowincji Savona.
Według danych na rok 2004 gminę zamieszkiwały 2932 osoby, 68,2 os./km².